# Якубов Нор
Нор Якубович Якубов (1914, тепер Узбекистан — 18 липня 1965, місто Самарканд, тепер Узбекистан) — радянський партійний діяч, 1-й секретар Самаркандського обласного комітету КП Узбекистану, прокурор Узбецької РСР. Депутат Верховної ради Узбецької РСР. Депутат Верховної Ради СРСР 4-го скликання.

## Життєпис
У 1938 році закінчив Самаркандський інститут народної освіти.
Член ВКП(б) з 1942 року.
У 1946 році закінчив Ташкентський інститут радянського права.
У 1948—1949 роках — 1-й секретар Ката-Курганського районного комітету КП(б) Узбекистану Самаркандської області.
У 1949—1952 роках — секретар Самаркандського обласного комітету КП(б) Узбекистану.
У 1952 — лютому 1954 року — голова виконавчого комітету Самаркандської обласної ради депутатів трудящих.
У лютому 1954 — березні 1957 року — 1-й секретар Самаркандського обласного комітету КП Узбекистану.
У 1957 році — слухач Курсів перепідготовки при ЦК КПРС.
У 1957—1964 роках — прокурор Узбецької РСР.
З 1964 по 18 липня 1965 року — завідувач відділу радянської торгівлі Самаркандського обласного комітету КП Узбекистану.
Помер 18 липня 1965 року в місті Самарканді.

## Нагороди
- два ордени Трудового Червоного Прапора (16.01.1950,)
- медаль «За доблесну працю у Великій Вітчизняній війні 1941—1945 рр.»
- медалі